# Sunčeva termoelektrana Andasol
Sunčeva termoelektrana Andasol (španj. Andalusia Sol) se nalazi u južnoj španjolskoj provinciji Granada i predstavlja prvu sunčevu toplinsku elektranu u Europi koja koristi parabolične kolektore za dobivanje električne energije. Sunčevo polje Andasol-1 se sastoji od 209 664 paraboličnih reflektora, koji zauzimaju površinu od 510 120 m2 (oko 70 nogometnih igrališta), i proizvodi 180 GWh/god., što je dovoljno za snabdijevanje 200 000 domaćinstava. Andasol-1 ima instaliranu snagu od 50 MW, nalazi se na nadmorskoj visini od 1 100 metara, a godišnja insolacija je of 2 200 kWh/m2 godišnje.
S obzirom na to da su kolektori postavljeni uzduž pravca sjever – jug, oni prate kretanje Sunca od istoka do zapada. Pomjeranje kolektora je stalno, a najveći kosinusni gubitak (Lambertov zakon) je u podne, a najmanji u jutarnjim i kasnim popodnevnim satima. 
Praćenjem kretanja Sunca i reflektiranjem Sunčevog zračenja na apsorber, radni fluid se zagrijava i cirkulira kroz sustav cijevi, prenoseći akumuliranu toplinsku energiju, u izmenjivaču topline, na drugi fluid. Pregrijana para nastala na taj način, odvodi se u parnu turbinu stvarajući moment, koji služi za stvaranje električne energije u električnom generatoru. Pregrijana para se nakon izlaska iz generatora hladi u izmenjivaču topline, koji je povezan s rashladnim tornjem.

## Skladištenje toplinske energije
Međutim, zbog velikih promjena intenziteta Sunčevog zračenja, kao i zbog male gustoće energetskog fluksa, često je neophodno akumuliranje (uskladištenje) energije. U sustavu za skladištenje topline, se skuplja energija za vrijeme Sunčanih perioda, odnosno crpi se energija u periodima kada Sunčevog zračenja uopće nema ili ga nema dovoljno. Ako je Sunčevo zračenje intenzivno, solarno polje istovremenio stvara dovoljnu količinu energije za pokretanje generatora električne energije i za uskladištenje energije u sustavu za skladištenje toplote, koji omogućava rad generatoru i nekoliko sati nakon zalaska Sunca (oko 7,5 sati), čime se povećava stupanj iskorištenja sustava s koncentriranim Sunčevim zračenjem. U sustavu za skladištenje topline, navedenog postrojenja, radni fluid je rastopljena sol (60% NaNO3 i 40% KNO3), koja cirkulira između "rezervoara toplog fluida" (temperature ~ 380 °C) i " rezervoara hladnog fluida" (temperature ~ 280° C). Svaki od rezervoara je promjera 15 m, visine 14 m i može da uskladišti 28 500 tona radnog fluida. U toku noći i za vrijeme oblačnih dana, sustav može snabdijevati električnom energijom korisnike 24 sata, odnosno oko 7,5 sati nakon prestanka djelovanja Sunčevog zračenja, ako je sustav pravilno dimenzioniran. Postojeći sustavi s paraboličnim kolektorima obično stvaraju oko 100 kWh/god. električne energije po m2 površine kolektora.

## Cijena električne energije
Gradnja sunčeve elektrane Andasol-1 je vrijedila oko 300 milijuna eura. Investitori tvrde da će električna energija koštati oko 0,271 euro/kWh. Prednost te elektrane je što daje najviše električne struje u vrijeme kada su najveći zahtjevi na jugu Španjolske za klimatizacijom.

## Andasol-2 i 3
Andasol-3 s tržišnim radom je započela u listopadu 2011., te zajedno sa sunčevim termoelektranama Andasol-1 i Andasol-2, koje su dizajnom gotovo identične, opskrbljuje skoro pola milijuna potrošača ekološki prihvatljivom električnom energijom. Sve tri elektrane imaju ukupnu instaliranu snagu od 150 MW.